# The Final Album
«Final Album» (з англ.Останній альбом) — тринадцятий та останній альбом німецької диско-групи Modern Talking, що вийшов у 2003, збірник синглів групи, що вийшли в період з 1984 по 2003 роки. 

## Список композицій
1. «You're My Heart, You're My Soul»
2. «You Can Win If You Want»
3. «Cheri Cheri Lady»
4. «Brother Louie»
5. «Atlantis Is Calling (SOS For Love) »
6. «Geronimo's Cadillac»
7. «Give Me Peace On Earth»
8. «Jet Airliner»
9. «In 100 Years»
10. «You 're My Heart You're My Soul '98»
11. «Brother Louie '98»
12. «You Are Not Alone»
13. «Sexy Sexy Lover»
14. «China In Her Eyes»
15. «Don 't Take Away My Heart»
16. «Win The Race»
17. «Last Exit To Brooklyn»
18. «Ready For The Victory»
19. «Juliet»
20. «TV Makes The Superstar»

## Вищі позиції в чартах
- Німеччина — 3 місце.
- Австрія — 39 місце.
- Європа — 14 місце.